# División de Malakand
La división de Malakand (en urdu : مالاکنڈ ڈویژن) es una subdivisión administrativa del norte de la provincia de Jaiber Pastunjuá en Pakistán. Cuenta con 7,5 millones de habitantes en 2017, y su capital es Bannu.
Como todas las divisiones pakistaníes, fue derogada en 2000 y luego restablecida en 2008.
La división reagrupa los distritos siguientes:
- Alto Dir
- Bajo Dir
- Buner
- Chitral
- Malakand
- Shangla
- Swat